# Peter Jacques Band
Peter Jacques Band è stato un gruppo musicale di discomusic attivo nei primi anni ottanta.
Nato dalla collaborazione fra Mauro Malavasi e Jacques Fred Petrus pubblicò tre album in studio.
I brani di maggior successo furono Walking On Music dall'album Fire Night Dance e Is It It da Welcome Back.
In seguito alla morte di Jacques Fred Petrus nel 1986 il progetto ebbe termine.
Hanno fatto parte del gruppo anche George Aghedo, Lele Melotti, Sandro Comini, Rudy Trevisi e Davide Romani.

## Discografia

### Album
- 1978 - Fire Night Dance
- 1980 - Welcome Back
- 1985 - Dancing In The Street